# 霊泉寺 (美濃加茂市)
霊泉寺（れいせんじ）は岐阜県美濃加茂市中富町にある十一面観世音菩薩を本尊とする臨済宗妙心寺派の寺院。山号は井龍山。中濃八十八ヶ所霊場第22番札所である。
文明6年（1474年）に太田の渡し付近に建立されたと伝わるが、開山、開基ならびに開創時の宗派は不明である。戦国時代には織田信秀の家臣である田島伊予守の菩提寺となり、その墓が残っている。その後2度の移転の後、現在地に境内を定めた。寛文12年（1672年）に蜂屋瑞林寺の大法義弘が中興し、明治24年（1891年）に京都妙心寺の直末となった。
境内に百体の観音菩薩の石像があるほか、白隠筆の書画数点を有する。